# Parandra lucanoides
Parandra lucanoides är en skalbaggsart som beskrevs av Thomson 1861. Parandra lucanoides ingår i släktet Parandra och familjen långhorningar.
Artens utbredningsområde är Venezuela. Inga underarter finns listade i Catalogue of Life.